# Međunarodni stadion Khalifa
Međunarodni stadion Khalifa (arapski: ستاد خليفة الدولي) poznat i kao Nacionalni stadion, je višenamjenski stadion u glavnom katarskom gradu Dohi te je dio kompleksa Doha Sports City koji uključuje Aspire Dome, Aspire Tower i vodeni centar Hamad. Stadion je dobio ime po bivšem katarskom emiru Khalifi bin Hamadu Al Thaniju. Najznačajniju utakmicu koju je ugostio bio je susret između Hrvatske i Maroka za treće mjesto na svjetskom nogometnom prvenstvu 2022., gdje je Hrvatska slavila s 2:1.

## Povijest
Stadion je otvoren 1976. ali je tek 2005. u potpunosti obnovljen i renoviran za potrebe Azijskih igara koje su 2006. održane u Katru. Tada je kapacitet stadiona povećan s 20.000 na 40.000 mjesta a na zapadnoj strani stadiona je izgrađen krov zajedno s velikim lukom na istočnoj strani koji je služio kao platforma za lansiranje vatrometa tijekom svečane ceremonije otvaranja Azijskih igara. Osim za odigravanje nogometnih utakmica, stadion je od 1997. postao domaćin Atletskog Super Grand Prixa koji je danas dio IAAF-ove Dijamantne lige.
Međunarodni stadion Khalifa je do sada bio domaćin mnogim nogometnim turnirima. Tako su se na njemu 2004. održavale utakmice Zaljevskog kupa nacija a 2011. utakmice skupine, četvrfinala, polufinala i finala AFC Azijskog kupa. Također, na stadionu su se 2022. igrale utakmice Svjetskog nogometnog prvenstva 2022. kojemu je Katar domaćin.
Međunarodni stadion Khalifa danas je dom katarskoj nogometnoj reprezentaciji.

## Značajnije utakmice na stadionu

### AFC Azijski Kup 2011.
| 7. siječnja 2011. 19:15 |                                   |                          |                                                                                      |
| Katar                   | 0:2 Utakmica skupine A (Izvješće) | Uzbekistan               | Međunarodni stadion Khalifa, Doha Gledatelja: 37.143 Sudac: Yuichi Nishimura (Japan) |
|                         |                                   | Ahmedov 59' Djeparov 77' | Međunarodni stadion Khalifa, Doha Gledatelja: 37.143 Sudac: Yuichi Nishimura (Japan) |

| 12. siječnja 2011. 19:15 |                                   |                |                                                                                         |
| Kina                     | 0:2 Utakmica skupine A (Izvješće) | Katar          | Međunarodni stadion Khalifa, Doha Gledatelja: 30.778 Sudac: Kim Dong-Jin (Južna Koreja) |
|                          |                                   | Ahmed 27', 45' | Međunarodni stadion Khalifa, Doha Gledatelja: 30.778 Sudac: Kim Dong-Jin (Južna Koreja) |

| 16. siječnja 2011. 19:15                        |                                   |        |                                                                                    |
| Katar                                           | 3:0 Utakmica skupine A (Izvješće) | Kuvajt | Međunarodni stadion Khalifa, Doha Gledatelja: 28.339 Sudac: Abdul Malik (Singapur) |
| Bilal Mohammed 12' El Sayed 16' Fábio César 86' |                                   |        | Međunarodni stadion Khalifa, Doha Gledatelja: 28.339 Sudac: Abdul Malik (Singapur) |

| 21. siječnja 2011. 19:25      |                             |                        |                                                                                    |
| Uzbekistan                    | 2:1 četvrtfinale (Izvješće) | Jordan                 | Međunarodni stadion Khalifa, Doha Gledatelja: 16.073 Sudac: Abdul Malik (Singapur) |
| El Hadji 38' Bakajev 47', 49' |                             | Bashar Bani Yaseen 58' | Međunarodni stadion Khalifa, Doha Gledatelja: 16.073 Sudac: Abdul Malik (Singapur) |

| 25. siječnja 2011. 19:25 |                           |                                                                      |                                                                                  |
| Uzbekistan               | 0:6 Polufinale (Izvješće) | Australija                                                           | Međunarodni stadion Khalifa, Doha Gledatelja: 24.826 Sudac: Ali Al Badwawi (UAE) |
|                          |                           | Kewell 5' Ognenovski 35' Carney 65' Emerton 73' Valeri 82' Kruse 83' | Međunarodni stadion Khalifa, Doha Gledatelja: 24.826 Sudac: Ali Al Badwawi (UAE) |

| 29. siječnja 2011. 18:00 |                       |          |                                                                                          |
| Australija               | 0:1 Finale (Izvješće) | Japan    | Međunarodni stadion Khalifa, Doha Gledatelja: 37.174 Sudac: Ravshan Irmatov (Uzbekistan) |
|                          |                       | Lee 109' | Međunarodni stadion Khalifa, Doha Gledatelja: 37.174 Sudac: Ravshan Irmatov (Uzbekistan) |

### Prijateljske nogometne utakmice
| 14. studenoga 2009. 17:00 |                                      |          |                                                                                    |
| Brazil                    | 1:0 Prijateljska utakmica (Izvješće) | Engleska | Međunarodni stadion Khalifa, Doha Gledatelja: ??? Sudac: Abdou Abdulrahman (Katar) |
| Nilmar 47'                |                                      |          | Međunarodni stadion Khalifa, Doha Gledatelja: ??? Sudac: Abdou Abdulrahman (Katar) |

| 17. studenoga 2010. 20:00 |                                      |           |                                                               |
| Brazil                    | 0:1 Prijateljska utakmica (Izvješće) | Argentina | Međunarodni stadion Khalifa, Doha Gledatelja: ??? Sudac: ???) |
|                           |                                      | Messi 90' | Međunarodni stadion Khalifa, Doha Gledatelja: ??? Sudac: ???) |